# In Control (Heaven's Gate)
In Control è l'album di debutto del gruppo heavy metal tedesco Heaven's Gate, pubblicato nel 1989 dalla No Remorse Record.

## Tracce
1. The Gate - 1:20 (strumentale)
2. In Control - 5:09
3. Turn It Down - 5:14
4. Surrender -4:01
5. Hot Fever - 3:56
6. Tyrants - 4:36
7. Path Of Glory - 4:15
8. Shadows - 6:58
9. This Flight Tonight (Joni Mitchell cover) - 3:58

## Formazione
- Thomas Rettke - voce
- Sascha Paeth - chitarra
- Bonny Bilski - chitarra
- Manni Jordan - basso
- Thorsten Muller - batteria